# Capelli lunghi

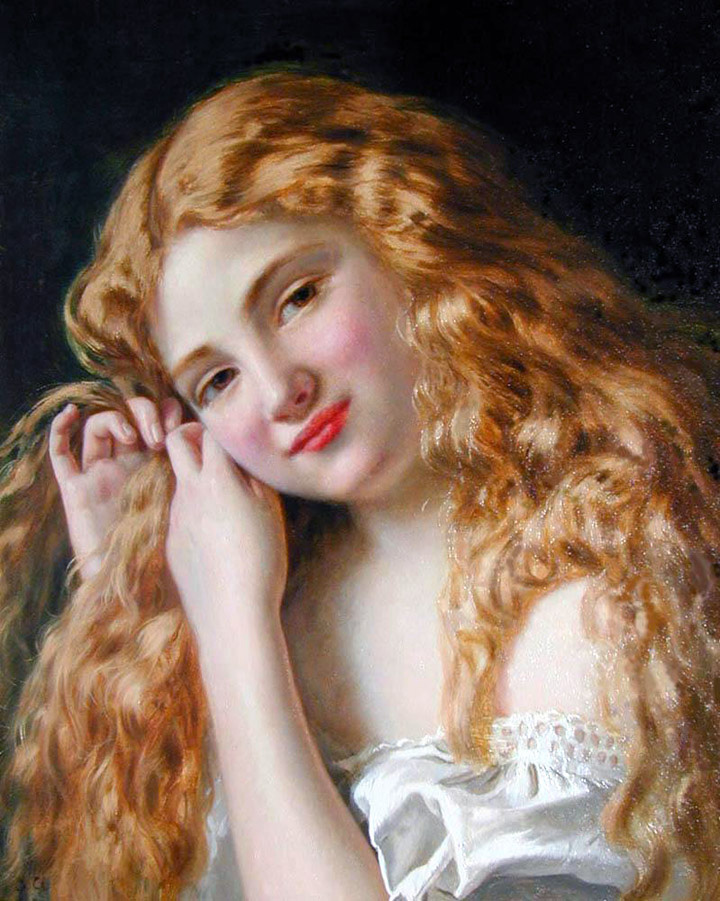
Un dipinto di Sophie Gengembre Anderson

Per capelli lunghi si intende qualunque tipo di acconciatura in cui i capelli vengono mantenuti relativamente lunghi.
La lunghezza per cui si può parlare di "capelli lunghi" può variare da cultura a cultura, e persino all'interno della stessa cultura. Per esempio, nella maggior parte delle culture gli stessi capelli a parità di lunghezza vengono considerati lunghi per un uomo ma corti per una donna.

## Evoluzione e psicologia
Gli scienziati hanno individuato nei capelli lunghi un importante ruolo nella selezione naturale di alcune specie nel regno animale, in quanto sintomo di buona salute. La psicoanalisi freudiana inoltre vedeva i capelli lunghi come rappresentazione del rilascio dell'io, come soppressione del Super-Io.

## Storia e cultura
Culturalmente, i capelli lunghi negli uomini, sono un segnale della separazione del soggetto dalle strutture e dalle regole, benché esistono alcune eccezioni, come nel caso degli abitanti della Thailandia. In alcuni stili di vita, considerati particolarmente rigidi, e principalmente di stampo religioso esistono specifiche norme sulla lunghezza dei capelli. Nel cristianesimo i capelli lunghi sono considerati inappropriati per gli uomini, mentre sono incoraggiati nelle donne. Fin dall'Alto Medioevo, i sovrani franchi iniziarono a portare i capelli lunghi. Nell'iconografia del Basso Medioevo, diversi sovrani o membri della nobiltà, venivano rappresentati con lunghe chiome e barbe. I monaci buddisti rasano completamente la propria testa come segno di appartenenza all'ordine. Anche al di fuori delle strutture religiose, i capelli lunghi spesso associano l'idea di modelli di vita al di fuori di ciò che è comunemente accettato. Durante le rivoluzioni culturali negli anni sessanta e settanta in America e nel mondo occidentale, i capelli lunghi divennero uno dei simboli più riconoscibili dell'opposizione alle regole e alle istituzioni. Anche in questo senso però esistono delle eccezioni, come ad esempio i nazirei dell'ebraismo (Sansone su tutti). Molti rastafariani, ispirandosi proprio a Sansone, fanno voto di nazireato o comunque lasciano crescere i capelli in segno di distacco dal mondo occidentale capitalista bianco. Nei neri la crescita dei capelli, tipicamente ricci e crespi, causa la formazione dei famosi dreadlocks. Le attuali culture non occidentali, come quella islamica o quella cinese generalmente considerano i capelli lunghi come una tollerabile influenza occidentale. Invece i talebani afghani puniscono gli uomini che portano acconciature lunghe.
Fra le donne, normalmente vale il discorso opposto, e quindi i capelli lunghi sono culturalmente e socialmente accettati, mentre i capelli corti sono una forma di ribellione alle regole. I capelli lunghi anzi rappresentano una connotazione della femminilità molto diffusa nelle culture occidentali. Il femminismo e i movimenti per i diritti della donna hanno a lungo dibattuto se sostenere l'idea dei capelli lunghi come una caratteristica esclusivamente femminile, o chiedere i capelli corti come opposizione ad uno stereotipo. Le culture asiatiche percepiscono l'idea dei capelli lunghi e disordinati nelle donne, come segnale di intenzioni sessuali, dato che normalmente i loro capelli vengono tenuti legati.

## Nella religione

### Ebraismo

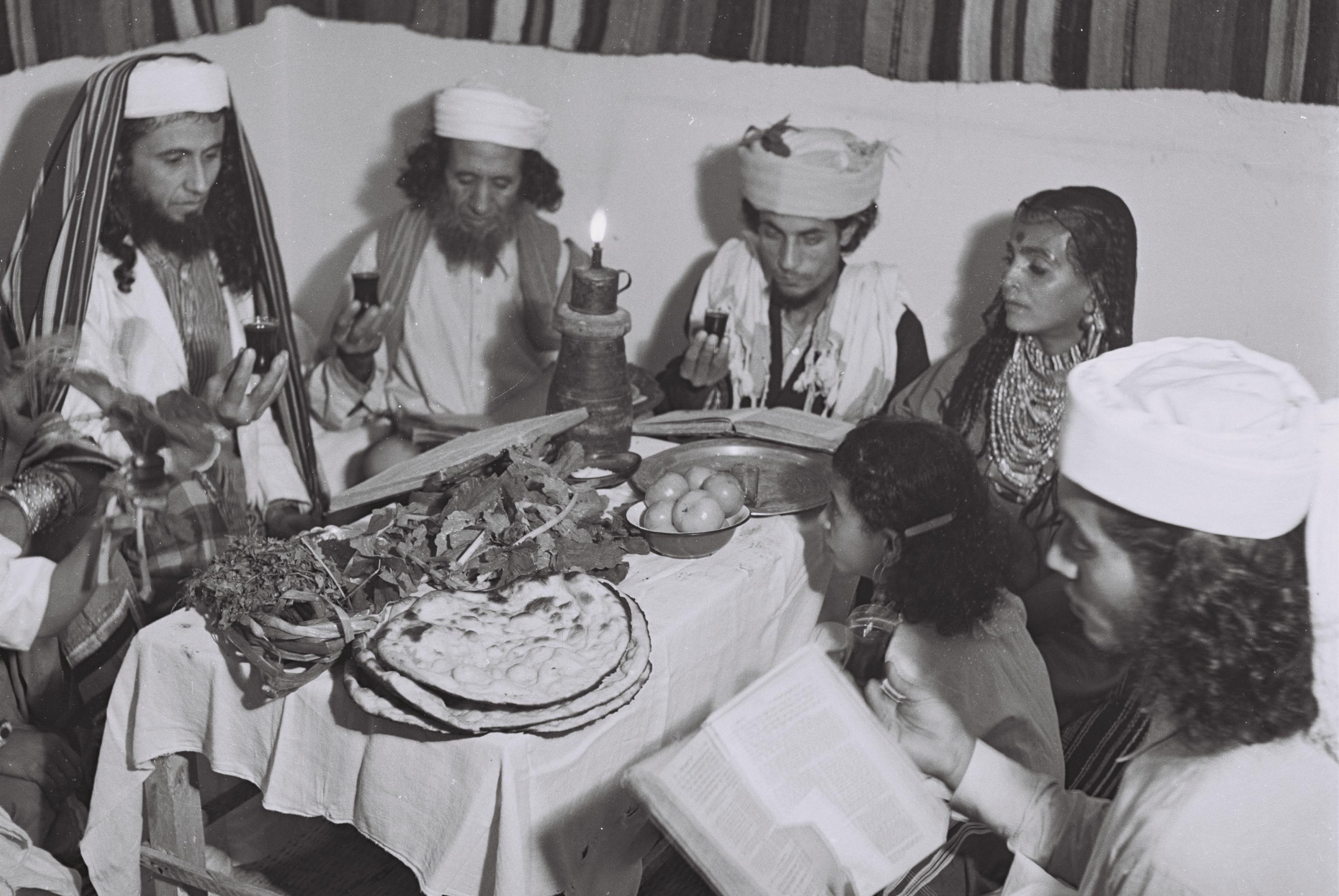
Gli ebrei habbani festeggiano in un Seder pasquale. Gli ebrei habbani tendono a farsi crescere i capelli.

Nell'Antico Testamento, i nazirei passavano lunghi periodi di tempo senza tagliarsi i capelli per dimostrare la loro devozione a Dio. Sansone è un esempio; la sua forza dipendeva dal non tagliarsi i capelli, descritti come portati in "sette ciocche".
L'ebraismo ortodosso rigoroso proibisce agli uomini di tagliarsi i ricci laterali, ma altri capelli possono essere tenuti come desiderato. I capelli non vengono tagliati durante un periodo di lutto. La Torah in Deuteronomio 14:1 proibisce di rimuovere i capelli in lutto per i morti.

### Islam

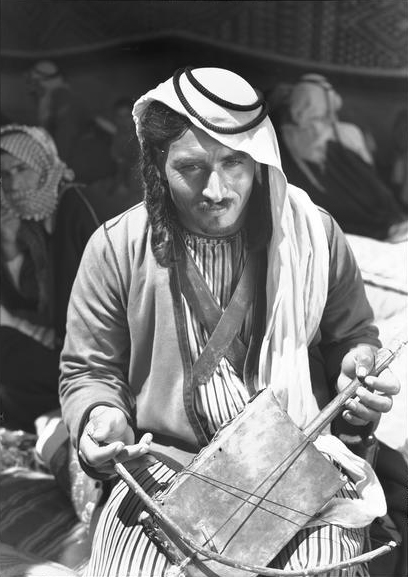
Beduino transgiordano con i capelli lunghi fino alle spalle, durante la seconda guerra mondiale.

In passato, i beduini musulmani portavano spesso i capelli in lunghe trecce, ma le influenze del mondo occidentale hanno causato un cambiamento di atteggiamento. I beduini ora sono meno propensi ad avere i capelli lunghi. I Paesi islamici del Nord Africa, come l'Egitto, considerano i capelli lunghi negli uomini modernisti e in un caso la polizia egiziana li ha considerati satanici e un segno di infedele. I governanti spagnoli durante il Medioevo sospettavano che i maschi con i capelli lunghi fossero mori o morischi, quindi i capelli lunghi erano proibiti poiché si credeva fosse un'usanza moresca. Tuttavia, gli uomini nordafricani moderni hanno adottato i capelli corti occidentali.
I musulmani considerano Maometto il miglior esempio da seguire e cercano di imitarlo ogni volta che è possibile. Secondo quanto riferito, Maometto aveva i capelli che "gli arrivavano alle spalle e ai lobi delle orecchie". Anche il Sahih Bukhari, considerato il più autentico dei hadith, lo sostiene usando un esempio eccellente di Isa (Gesù). Maometto ha anche descritto Gesù come "avente i capelli lunghi che gli arrivavano ai lobi delle orecchie" Il Muwatta di Malik 51.2.6 riporta: Yahya mi ha riferito da Malik da Yahya ibn Said che Abu Qatada al-Ansari disse al Messaggero di Allah, che Allah lo benedica e gli conceda la pace, "Ho molti capelli che mi arrivano alle spalle, devo pettinarli?" Il Messaggero di Allah, che Allah lo benedica e gli conceda la pace, disse: "Sì, e onoralli." A volte Abu Qatada li oliava due volte al giorno perché il Messaggero di Allah, che Allah lo benedica e gli conceda la pace, gli disse: "Onoralli".
Per quanto riguarda le donne, né il Corano né la Sunnah affermano esplicitamente che le donne non possano tagliarsi i capelli. Gli hadith menzionano che le donne non dovrebbero imitare gli uomini e viceversa, e quindi molti studiosi, basandosi su questo presupposto, decretano che le donne dovrebbero lasciarsi crescere i capelli più lunghi dei capelli di Muhammad, fino a oltre le spalle, poiché gli hadith menzionano che Muhammad aveva i capelli tra le spalle e i lobi delle orecchie. (Ha descritto i capelli di Gesù, che gli pendevano ai lobi delle orecchie, come lunghi)
Tuttavia, secondo alcuni hadîth riguardanti le regole dell'awrah, le donne sono tenute a crescere i capelli lunghi, tanto lunghi che possano coprire i seni o quante più parti awrah del corpo possibili quando vengono sepolte, perché manca di vestiti e i capelli lunghi sarebbero utilizzati al loro posto come copertura.
Alcuni musulmani sono anche contrari al fatto che gli uomini abbiano i capelli lunghi, poiché nell'Islam è importante avere chiare differenze (nell'aspetto) tra i sessi. Generalmente queste culture incoraggiano le donne ad avere i capelli lunghi e gli uomini ad avere i capelli corti. I talebani in Afghanistan consideravano i capelli lunghi per gli uomini come un'influenza occidentale e li punivano con l'arresto e il taglio forzato dei capelli, sebbene questo sia in diretta contraddizione con la sunnah di Maometto. Misure simili sono state prese dagli islamisti in Iraq. Nonostante ciò, diversi membri dei talebani affiliati al clan Mehsud sono riconoscibili per i loro capelli lunghi. Anche il combattente islamico saudita Amir Khattab era noto per i suoi capelli lunghi. I dervisci di alcuni ordini sufi, come i Kasnazani, spesso hanno i capelli lunghi e li roteano durante i rituali.

### Sikhismo
Per i Sikh, il kesh è la pratica di lasciare crescere i capelli naturalmente, poiché i capelli lunghi sono considerati un hukam (comando) del Satguru (Santo).